# Quercus setulosa
Quercus setulosa är en bokväxtart som beskrevs av Paul Robert Hickel och Aimée Antoinette Camus. Quercus setulosa ingår i släktet ekar, och familjen bokväxter.

## Underarter
Arten delas in i följande underarter:
- Q. s. laotica
- Q. s. setulosa